# Provinz Huarochirí
Die Provinz Huarochirí ist eine der peruanischen Provinzen in der neuen Region Lima, außerdem der Name der historischen Ortschaft Huarochirí in dieser Provinz. In der Provinz hatte beim Zensus 2017 58.145 Einwohner. 10 Jahre zuvor lag die Einwohnerzahl bei 72.845. Die Provinzhauptstadt ist Matucana.

## Geographische Lage
Die 5.658 km² große Provinz Huarochirí erstreckt sich von der Metropole Lima aus in östlicher Richtung in die peruanische Westkordillere hinein. Sie reicht von den Vorbergen der Anden im Westen bis zur Wasserscheide, die entlang der Westkordillere verläuft, im Osten. in der Provinz liegen die oberen Flusstäler von Río Mala, Río Lurín, Río Rímac und dessen Nebenfluss Río Santa Eulalia. Die Provinz Huarochirí grenzt im Norden an die Provinz Canta, im Osten an die Provinz Junín, im Süden an die Provinzen Yauyos und Cañete und im Westen an die Provinz Lima.

## Kulturgeschichte
Bekannt ist Huarochirí (in moderner Quechua-Schreibweise: Waruchiri) durch ein Manuskript auf Quechua vom Ende des 16. Jahrhunderts (Huarochirí-Manuskript), in welchem Mythen, religiöse Verstellungen und Traditionen der Indianer der Region Huarochirí wiedergegeben werden. Der Name des ursprünglichen indianischen Autors ist unbekannt, doch wurde das Dokument von dem Geistlichen Francisco de Avila, zuständig für die Ausrottung des heidnischen Glaubens, aufgezeichnet und kommentiert. Das Manuskript lag jahrhundertelang unbeachtet in der königlichen Bibliothek der spanischen Hauptstadt Madrid und wurde erstmals vom peruanischen Schriftsteller und Anthropologen José María Arguedas ins Spanische übersetzt und in zweisprachiger Form (Quechua - Spanisch) 1966 als Buch veröffentlicht.
Die Sprache Quechua ist in der Provinz Huarochirí ca. in der zweiten Hälfte des 19. Jahrhunderts ausgestorben.

## Industrie
Die Provinz beherbergt zahlreiche Bergwerke. Größtes und bekanntestes Bergbauunternehmen der Provinz ist Casapalca S.A.

## Verwaltungsgliederung
Die Provinz ist in 32 Distrikte (Distritos) aufgeteilt. Der Distrikt Matucana ist Sitz der Provinzverwaltung.
| Distrikt                     | Verwaltungssitz              |
| ---------------------------- | ---------------------------- |
| Antioquía                    | Antioquía (Espíritu Santo)   |
| Callahuanca                  | Callahuanca                  |
| Carampoma                    | Carampoma                    |
| Cuenca                       | San José de los Chorrillos   |
| Chicla                       | Chicla                       |
| Huachupampa                  | San Lorenzo de Huachupampa   |
| Huanza                       | Huanza                       |
| Huarochirí                   | Huarochirí                   |
| Lahuaytambo                  | Lahuaytambo                  |
| Langa                        | Langa                        |
| Laraos                       | Laraos                       |
| Mariatana                    | Mariatana                    |
| Matucana                     | Matucana                     |
| Ricardo Palma                | Ricardo Palma                |
| San Andrés de Tupicocha      | San Andrés de Tupicocha      |
| San Antonio                  | Chaclla                      |
| San Bartolomé                | San Bartolomé                |
| San Damián                   | San Damián                   |
| San Juan de Iris             | San Juan de Iris             |
| San Juan de Tantaranche      | San Juan de Tantaranche      |
| San Lorenzo de Quinti        | San Lorenzo de Quinti        |
| San Mateo                    | San Mateo de Huánchor        |
| San Mateo de Otao            | San Juan de Lanca            |
| San Pedro de Casta           | San Pedro de Casta           |
| San Pedro de Huancayre       | San Pedro de Huancayre       |
| Sangallaya                   | Sangallaya                   |
| Santa Cruz de Cocachacra     | Cocachacra                   |
| Santa Eulalia                | Santa Eulalia                |
| Santiago de Anchucaya        | Santiago de Anchucaya        |
| Santiago de Tuna             | Santiago de Tuna             |
| Santo Domingo de los Olleros | Santo Domingo de los Olleros |
| Surco                        | San Jerónimo de Surco        |